# Pagbilao
Pagbilao là một đô thị cấp ba ở tỉnh Quezon, Philippines. Theo điều tra dân số năm 2007, đô thị này có dân số 62.561 người . Đô thị này tọa lạc ở bờ Bern của vịnh Tayabas bên Luzon, phía đông Thành phố Lucena.

## Các đơn vị hành chính
Về mặt hành chính, đô thị này được chia thành 27 khu phố (barangay).
| - Alupaye - Añato - Antipolo - Bantigue - Bigo - Binahaan - Bukal - Ibabang Bagumbungan - Ibabang Palsabangon - Ibabang Polo - Ikirin - Ilayang Bagumbungan - Ilayang Palsabangon - Ilayang Polo | - Kanlurang Malicboy - Mapagong - Mayhay - Pinagbayanan - Barangay 1 Castillo (Pob.) - Barangay 2 Daungan (Pob.) - Barangay 3 Del Carmen (Pob.) - Barangay 4 Parang (Pob.) - Barangay 5 Santa Catalina (Po - Barangay 6 Tambak (Pob.) - Silangang Malicboy - Talipan - Tukalan |